# Hammerbachtal
Koordinaten: 51° 32′ 6″ N, 9° 0′ 8″ O

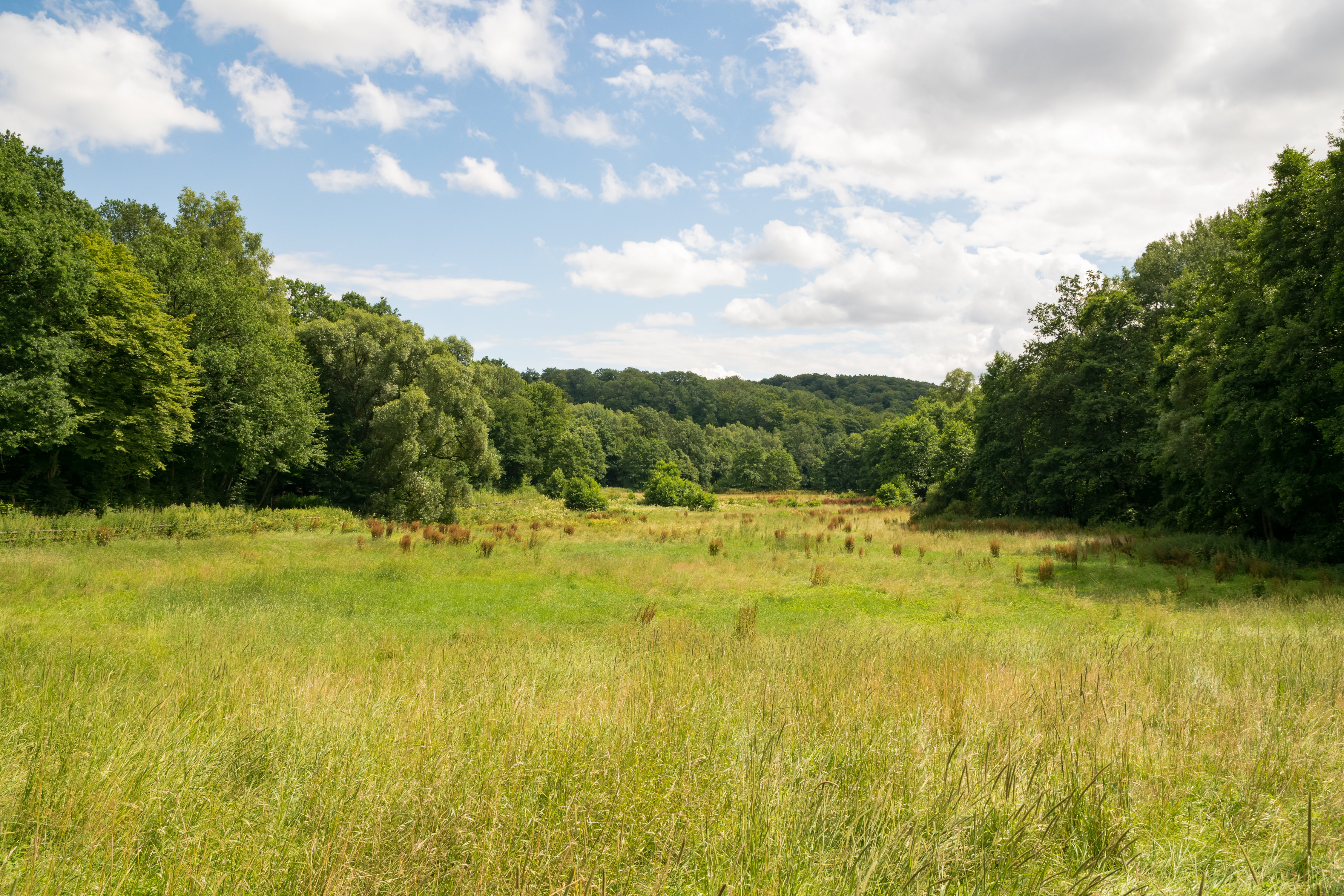
Naturschutzgebiet Hammerbachtal (Juli 2017)

Das Naturschutzgebiet Hammerbachtal liegt auf dem Gebiet der Stadt Warburg im Kreis Höxter in Nordrhein-Westfalen.
Das Gebiet erstreckt sich nordwestlich der Kernstadt Warburg und nördlich von Wrexen, einem Ortsteil der Stadt Diemelstadt im hessischen Landkreis Waldeck-Frankenberg, entlang des Hammerbaches. Durch den nördlichen Teil des Gebietes verläuft die Kreisstraße K 23, südlich verläuft die B 7 und fließt die Diemel und östlich verlaufen die B 68 und die B 252. Westlich erstreckt sich das 290,1 ha große Naturschutzgebiet Schwarzbachtal. Die Landesgrenze zu Hessen verläuft südlich.

## Bedeutung
Das etwa 69,4 ha große Gebiet mit der Schlüssel-Nummer HX-062 steht seit dem Jahr 2002 unter Naturschutz. Schutzziele sind der Erhalt und die Entwicklung eines – abschnittweise – naturnahen
Bachlaufes und des begleitenden Feuchtgrünlandes.